# 商品作物
商品作物（しょうひんさくもつ）、または換金作物とは、自家消費ではなく市場での販売を目的として生産する農作物のこと。主な商品作物の例として、コーヒーや、ゴム、バナナなどが挙げられる。

## 概要
貨幣経済の発達により市場が形成されると、自給自足のための作物を生産するよりも、商品価値の高い作物を生産して市場で販売し、販売利益で必要なものを買う方が効率的になってくる。これらは重要な外貨獲得の手段となり、近代から現在に至るまで国家による国策として推進されている国家が多数存在する。

## 主な商品作物
- バナナ
- ゴム
- ワタ
- パイナップル
- コーヒー
- 茶
- タバコ
- カカオ
- サトウキビ
- ココナッツ
- アブラヤシ
- アブラナ
- 大豆
- 落花生

この他に、違法だが阿片ケシがある。

## 歴史

### 日本
江戸時代中期以降、木綿や菜種といった作物が商品作物として盛んに栽培が行われるようになる。元々、米も換金作物・年貢であった。江戸幕府は、当初は田畑勝手作禁止令を出し商品作物の生産を禁止していたが、全国の市場経済化に押されて後に結果として認めるようになる。明治時代になってからは木綿、菜種、お茶等。これらは主要な輸出商品となり、外貨をもたらした。

### 東南アジア・中南米
これらの国々において、商品作物は特に近代以降にその役割を大きくした。プランテーションの発達により外貨収入のほぼすべてを商品作物に頼る国家が出現し、バナナ共和国などと呼ばれている。このような国家では経済危機や飢饉が起こりやすく、先進国および極少数の大手多国籍企業による事実上の経済植民地であると問題視されている。